# Frédéric-Guillaume de Hohenzollern (1924-2010)
Titre
Chef de la Maison de Hohenzollern-Sigmaringen
6 février 1965 – 16 septembre 2010
(45 ans, 7 mois et 10 jours)
Le prince Frédéric-Guillaume de Hohenzollern (en allemand, Friedrich Wilhelm Ferdinand Joseph Maria Manuel Georg Meinrad Fidelis Benedikt Michael Hubert von Hohenzollern), né le 3 février 1924 à Umkirch et mort le 16 septembre 2010 dans la même ville, est le chef de la maison de Hohenzollern de 1965 à sa mort.

## Biographie
Le prince Frédéric-Guillaume de Hohenzollern est le fils aîné du prince Frédéric de Hohenzollern (1891-1965) et de la princesse Marguerite de Saxe (1900-1962).
Il étudie d'abord à l'école primaire de Fribourg-en-Brisgau et, à partir de 1935, au gymnase Berthold de la même ville. En 1943, le prince accomplit un service de travail de six mois, mais en raison de ses origines nobles, il n'est pas enrôlé dans la Wehrmacht. De septembre 1944 à avril 1945, lui et sa famille sont transférés de force de Sigmaringen au château de Vilchlingen à Langeneslingen. Après avoir été diplômé du Friedrich-Gymnasium de Fribourg, le prince étudie à l'Université Albert et Ludwig de Fribourg et à l'Université de Genève, où il obtient son diplôme en 1948.
De 1972 à 1992, il est chef de l'Ordre de Malte en Allemagne.
En 1965, il succède à son père à la tête de la maison princière de Hohenzollern.
Jusqu'à sa mort, Frédéric-Guillaume de Hohenzollern est propriétaire du groupe d'entreprises Unternehmensgruppe Fürst von Hohenzollern et, à partir de 2006, chef du conseil financier pour la gestion des biens communs de la maison Hohenzollern-Sigmaringen. La propriété comprend le château ancestral de Sigmaringen, les remontées mécaniques du mont Grand Javor dans la forêt bavaroise et des participations dans les entreprises industrielles ZOLLERN GmbH & Co. KG et dem Wein Sektunternehmen Prinz von Hohenzollern GmbH.

## Famille et descendance
Le prince Frédéric-Guillaume se marie civilement le 5 janvier 1951 à Sigmaringen, puis religieusement le 3 février suivant à Amorbach avec la princesse Marguerite de Leiningen, née le 9 mai 1932 à Cobourg et morte le 16 juin 1996 à Überlingen, fille du prince Charles de Leiningen et de la grande-duchesse Maria Kirillovna de Russie.
De ce mariage sont nés trois enfants, :
- Karl Friedrich von Hohenzollern, né le 20 avril 1952 à Sigmaringen, qui épouse en premières noces en 1985 Alexandra Schenk, comtesse von Stauffenberg, laquelle lui donne quatre enfants ; puis il épouse en secondes noces en 2010 Katharina de Zomer. Il succède à son père en qualité de chef de sa maison en 2010.
- Albrecht von Hohenzollern, né le 3 août 1954 à Umkirch, qui épouse en 2001 Nathalie Rocabado de Viets, laquelle lui donne deux filles.
- Ferdinand von Hohenzollern, né le 14 février 1960 à Sigmaringen, qui épouse en 1996 Ilona, comtesse Kálnoky de Köröspatak, laquelle lui donne trois enfants.